# Nordjukagiriska
Nordjukagiriska är ett jukagiriskt språk. Det nordjukagiriska eller tundrajukagiriska språket är ett av endast två jukagiriska språk. Nordjukagiriska talas av 30-150 personer i östligaste Sibirien, i Magadan oblast och republiken Sacha, främst i orterna Andrjusjkino, Kolymskoje och Tjerskij. Detta sista område där nordjukagiriska talas finns i det tundrabälte som sträcker sig mellan Indigirka till Kolymas flodområde. Förr talades språket i ett mycket större område som sträcker sig till Lenas flodområde i väster.

## Etymologi
Ursprunget till ordet jukagiriska är oklar; detta är vad jukagirerna själva kallar sig när de talar ryska. Det kan möjligtvis komma från evenkiskans jukagir ("kallt eller fruset folkslag"). På nordjukagiriska kallas jukagiriska vadul, och på sydjukagiriska odul.

## Historia
Området mellan floden Lena och Tjuktjiens östra kust befolkades av jukagirerna under början av 1700-talet. Efter att evenkerna, jakuterna och evenerna intog området, började jukagirerna sakta att dö ut. Den ryska kolonisationen öster ut under mitten av 1700-talet förstörde mycket av den traditionella jukagiriska kulturen.
Ända tills helt nyligen var flerspråkigheten utbredd, och jukagiriska, eveniska, tjuktjiska och jakutiska fungerade alternativt som språk av interkulturell kommunikation i annorlunda kulturella situationer. Denna situation är bevarad av den äldsta jukagiriska generationen, de talar generellt jukagiriska, ryska och jakutiska och ofta eveniska.
År 1930 skrev jukagiren Nikolaj Spiridonov, utexaminerad från universitetet i Sankt Petersburg, ett par böcker om hur det inhemska folkslaget jukagirerna levde i Kolymaregionen. Andra lärda jukagirer var bröderna Semjon, Gavril och Nikolaj Kurilov.

## Jukagiriskan idag
Idag finns det ungefär 1 500 jukagirer, och av dem talar cirka 200 jukagiriska flytande, varav 150 nordjukagiriska och 50 sydjukagiriska enligt en sovjetisk folkräkning från 1989. Inget av de jukagiriska språken har någon officiell status idag. De används heller inte i någon lagstiftning, handel, teater, religiösa ceremonier eller massmedier, förutom tillfälliga sändningar på lokalradion.
Språkets användning är starkt bundet till jukagirernas traditionella aktiviteter, och används praktiskt taget bara under jakt, fiske och renvallning. Endast lite nordjukagiriska används fortfarande till vardags i vissa orter. Undervisning i jukagiriska startade under tidigt 1980-tal, men är inte verkningsfull. Språket är ett obligatoriskt ämne för alla barn i de jukagiriska familjerna under grundskolan, men det finns inga utbildade lärare och ingen fungerande läroplan. Undervisningen i nordjukagiriska rapporteras vara mer effektiv, men även där lär sig de flesta barnen nordjukagiriskan som ett främmande språk, och hämtar inte in det så bra under sina skolår. I stort sett är det bara de barn som lever och utövar sina traditionella aktiviteter i taigan eller på tundran som har möjligheten att lära sig jukagiriska genom familjen och vänner.

## Ortografi
| А а   | Аа аа | Б б   | В в | Г г | Ғ ғ   | Д д   | Дь дь |
| Е е   | Ё ё   | Ж ж   | З з | И и | Ии ии | Иэ иэ | Й й   |
| К к   | Л л   | Ль ль | М м | Н н | Нь нь | Ң ң   | О о   |
| Оо оо | Ӧ ӧ   | П п   | Р р | С с | Сь сь | Т т   | У у   |
| Уу уу | Уӧ уӧ | Ф ф   | Х х | Ц ц | Ч ч   | Ш ш   | Щ щ   |
| Ъ ъ   | Ы ы   | Ь ь   | Э э | Ю ю | Я я   |       |       |

## Fonologi
Vokalsystemet innefattar 6 korta vokaler och deras långa motsvarigheter. De långa vokalerna /e/, /o/, /ø/ kan uttalas som de fallande diftongerna /ie/, /uo/, /uø/.

### Vokaler
|             | Främre      | Bakre |
| ----------- | ----------- | ----- |
| Sluten      | i, iː       | u, uː |
| Mellanvokal | e, eː ø, øː | o, oː |
| Öppen       | a, aː       | a, aː |

De långa mellanvokalerna /eː øː oː/ realiseras som diftonger när de är betonade.

### Konsonanter
|           | Bilabial | Bilabial | Alveolar | Alveolar | Palatal | Palatal | Velar | Velar | Uvular | Uvular |
| --------- | -------- | -------- | -------- | -------- | ------- | ------- | ----- | ----- | ------ | ------ |
| Klusil    | p        | b        | t        | d        | tʲ      | dʲ      | k     | g     | q      |        |
| Frikativa |          |          | s        |          |         |         |       |       |        | ʁ¹     |
| Nasal     | m        | m        | n        | n        | nʲ      | nʲ      | ŋ     | ŋ     |        |        |
| Lateral   |          |          | l        | l        | lʲ      | lʲ      |       |       |        |        |
| Tremulant |          |          | r        | r        |         |         |       |       |        |        |
| Halvvokal | w        | w        |          |          | j       | j       |       |       |        |        |

¹Den uvulara frikativan /ʁ/ realiseras som explosiva [ɢ] after /ŋ/.

## Grammatik

### Morfologi
Nordjukagiriskan är ett synnerligen syntetiskt och i huvudsak sammanbindande språk (suffixering existerar). Det finns fem prefix (två för polaritet, det reflexiva, det ömsesidiga och det för irrealis), dessa morfem kännetecknas av lösare förbindelse med stammen än suffixen, som gränsen är mellan ett prefix och dess stam kan beskrivas som intern öppen tidpunkt. Sammanslagningsfenomen på morfematiska gränser är marginella.

### Substantiv
Substantiv böjs efter numerus (singular och plural), kasus (nominativ, predikativ, ackusativ, instrumentalis, dativ, lokativ, ablativ, prolativ och komitativ) och tillhörighet (endast korshänvisning för tredjepersonstillhörighet).

## Fonotax
Stavelsestrukturen är KVK, som innebär att högst en konsonant kan finnas i början och i slutet av ordet, och det kan vara högst två konsonanter efter varandra i mitten av ordet.